# Ludmila (víno)
Ludmila je víno produkované z vinic na Mělnicku ve středních Čechách, kde ho produkuje šlechtický rod Lobkoviců. Nabízí se jak bílé, vyrobené z odrůdy Müller Thurgau, tak červené pocházející z odrůdy Modrý Portugal. Červená varianta vína se například prodávala návštěvníkům československého pavilonu na Světové výstavě 1967, které se na výstavu z Československa dovezlo 6045 lahví.
Víno se stáčí do specifických lahví, kterým se říká „kalamář“. Inspirací pro jejich podobu se stala událost z počátku 20. století, kdy archeologové zkoumající nádvoří mělnického zámku nalezli úlomky z keramické lahve z doby Karla IV. Po jejich složení vznikla nádoba, jež se pro víno používá i nadále. Nádoba má na svém dně ochranou známku v podobě písmene „L“ a knížecí koruny.
V rodině Lobkoviců se uchoval zvyk, kdy rodiče po narození svého potomka nechají vyrobit dřevěný dubový sud o objemu šest až sedm tisíc litrů. Jakmile potomek dosáhne sedmnáctých narozenin, je sud naplněn červeným vínem a zapečetěn. Následně víno v sudu zraje a po roce, u příležitosti osmnáctých narozenin, věnují rodiče sud s nápojem svému potomkovi darem, aby si tak vážil jak vína, tak svého šlechtického rodu.